# XL 에어웨이스 독일
XL 에어웨이스 독일(영어: XL Airways Germany)은 독일의 전세 항공사로 2006년에 설립했다. 또한 사용하고 있는 허브 공항으로 프랑크푸르트 공항이 있다.

## 역사
- 2006년 1월 : 영국의 XL 레저 그룹의 자회사로 설립
- 2008년 9월 : 연료가 상승으로 인해 XL 레저 그룹이 관리를 신청했으나 스투머 투자 은행이 인수

## 보유 기종
- 2012년 2월 기준으로 XL 에어웨이스 독일은 다음과 같은 기종을 보유하고 있다.